# Syllepte scopulalis
Syllepte scopulalis là một loài bướm đêm trong họ Crambidae.